# 马洪琪
马洪琪（1942年8月23日—），上海人，中国水利水电施工专家。1967年毕业于清华大学。2001年当选为中国工程院院士。